# Comando Supremo para a Jihad e Libertação
O Comando Supremo para a Jihad e Libertação (Conselho Supremo da Jihad e da Libertação ou SCJL ou lealistas ba'atistas) é uma frente iraquiana que compreende cerca de 23 grupos milicianos formada em outubro de 2007 e liderada pelo ex-vice-presidente iraquiano e vice-presidente do Conselho do Comando Revolucionário Izzat Ibrahim al-Douri. O nome também é usado frequentemente para se referir à maior milícia na frente, o Exército dos Homens da Ordem de Naqshbandi (também conhecido por suas iniciais em árabe JRTN), que é comandado pelo próprio Douri. 
A formação da coalizão foi anunciada em 3 de outubro de 2007, em uma mensagem gravada em vídeo transmitida no canal de televisão por satélite árabe Al Arabiya e em um comunicado publicado em um website do Partido Baath. 